# 轉生為遊戲初期就死掉的中頭目-靠眷屬化技能延續生命-
《轉生為遊戲初期就死掉的中頭目-靠眷屬化技能延續生命-》，簡稱）是稻下竹刀在成為小說家吧平台連載於2021年的青少年色情小說系列。漫畫版改編於2023年3月25日在《GANGAN ONLINE》連載，由正璽繪畫。

## 劇情
熱愛小說的上班族阿久津東陽在某次公車事故後，發現自己轉生至遊戲裡成為魔王軍四大天王之一的阿什諾德。阿久津東陽是該遊戲的粉絲，對於遊戲非常熱衷，因此他了解阿什諾德是早期死亡的頭目。阿久津東陽絞盡腦汁決定利用遊戲中出現的各多Bug來對付最終會到訪要塞的女勇者和最終給他帶來最後一擊的部下愛麗絲。

## 登場人物

### 主要人物
阿什諾德
本作主角，魔王旗下四天王之一。為避免被勇者殺而使用各種Bug逃離死亡。
阿久津東陽
阿什諾德前世、社畜，標籤情色小說時因公車側翻而轉生。

### 阿什諾德的眷屬
艾莉絲
阿什諾德麾下的女僕。出生的村子被奧魯克威爾毀滅而對魔族有所怨恨。原人類，與阿什諾德交配後被眷屬化成為貓系獸人。妮可拉被擄時，在阿什諾德的幫助下，成功殺死仇敵奧魯克威爾。
露娜
阿什諾德麾下的黑暗女精灵。
凱洛琳
天才魔導士，擅長火焰魔法。原人類，與阿什諾德交配後被眷屬化成為魅魔。
妮可拉
凱洛琳的妹妹，勇者一行的魔法使。一度被奧魯克威爾擄走，被阿什諾德救出後被眷屬化成為魅魔。之後為了把勇者一行的其他成員轉化為魔族，自願臥底到尤莉一行的身邊。
可可露露
前旅館老闆的女兒。原人類，與阿什諾德交配後被眷屬化成為史萊姆。在妮可拉成為魅魔後結束旅館生意正式加入魔王軍。

### 魔族
蓋奧斯貝魯格
魔王。最終被安良川仁美殺死。
蓋奧絲緹亞
魔王的女兒。喜歡阿什諾德。在父親被安良川仁美殺死後暫代魔王一職。
蜜絲托絲
吸血鬼族。魔王軍四天王之一。
魯道維恩
惡魔族。魔王軍四天王之一。企圖搶在阿什諾德之前殺死尤莉。最終被尤莉所殺。
奧魯克威爾
鬼人族。阿什諾德的前部下。因違反軍令擅自屠殺艾莉絲所在的村莊而遭到魔王軍通緝。其後夥同人類的人販子擄走妮可拉，最後被為了替村莊復仇的艾莉絲殺死。

### 勇者一行
尤莉
勇者。轉生者，前世的名稱為鷹野優莉，是阿什諾德的前世阿久津東陽的同班同學，後來與東陽搭乘的公共汽車因交通意外而轉生到異世界。
伊薩米
勇者一行成員。職業為「武術家」。女同性戀，與菲奧露是戀人。
菲奧露
勇者一行成員。職業為「僧侶」。女同性戀，與伊薩米是戀人。

### 其他
薩蒂
異世界的女神。肉體被安良川仁美奪取後，靈魂寄宿在蕾潔菈公主體內。
安良川仁美
本作最終反派，也是一連串事件的罪魁禍首。前世是「Brave Heart Fantasy」的畫師，筆名是嵐川大五郎。與喜歡喜劇結局的阿什諾德相反，本人十分喜歡悲劇結局。奪取女神薩蒂的肉體後，做出親手殺死魔王等一連串擾亂異世界的舉動。

## 出版書籍

### 漫畫
| 卷數 | 史克威尔艾尼克斯 | 史克威尔艾尼克斯       | 東立出版社                 | 東立出版社                                                  |
| 卷數 | 發售日期         | ISBN                   | 發售日期                   | ISBN                                                        |
| ---- | ---------------- | ---------------------- | -------------------------- | ----------------------------------------------------------- |
| 1    | 2023年8月10日    | ISBN 978-4-757-58725-0 | 2024年7月4日 2024年7月11日 | ISBN 978-626-02-1661-0（首刷限定版） ISBN 978-626-02-1534-7 |
| 2    | 2023年12月12日   | ISBN 978-4-757-58960-5 | 2025年7月25日              | ISBN 978-626-02-3689-2                                      |
| 3    | 2024年3月12日    | ISBN 978-4-757-59101-1 |                            |                                                             |
| 4    | 2024年6月12日    | ISBN 978-4-757-59243-8 |                            |                                                             |
| 5    | 2024年9月12日    | ISBN 978-4-757-59415-9 |                            |                                                             |
| 6    | 2024年12月12日   | ISBN 978-4-7575-9568-2 |                            |                                                             |
| 7    | 2025年3月12日    | ISBN 978-4-7575-9735-8 |                            |                                                             |
| 8    | 2025年6月12日    | ISBN 978-4-7575-9891-1 |                            |                                                             |

## 外部連結
- GANGAN ONLINE （页面存档备份，存于）（日語）
- 成為小說家吧 -小說（日語）